# Hammerstein (stanice visuté dráhy ve Wuppertalu)
Hammerstein (německy Schwebebahnstation Hammerstein) je stanice visuté dráhy ve Wuppertalu, která se nachází za konečnou stanicí Vohwinkel.

## Charakteristika
Stanice je nadzemní (nachází se nad ulicí mezi domy) se dvěma bočními nástupišti. Byla otevřena 24. května 1901. Je postavena stejně jako stanice Bruch a Sonnborner Straße, kdy stanice a trať jsou zavěšeny na ocelových sloupech. Je obložena sklem, nástupiště je ze dřeva a plechu.